# Dewoitine D.520
A Dewoitine D.520 egy francia vadászrepülőgép volt, mely 1940 elején került hadrendbe, röviddel a második világháború kitörése után. A Morane–Saulnier MS.406 típussal szemben, mely a francia légierőben legnagyobb mennyiségben alkalmazott vadászgép volt abban az időben, a Dewoitine D.520 megközelítette a legmodernebb német repülőgépek teljesítményét, mint amilyen például a Messerschmitt Bf 109 volt. Nem volt olyan gyors mint a Bf 109E, de fordulékonyabb volt. A sorozatgyártás elhúzódása miatt csak kevés gép tudott részt venni a Luftwaffe ellen vívott harcokban.
A D.520 repülőgép tervezését a Légierő 1936-ban kiadott követelményjegyzékének megfelelően kezdték el, mely szerint a modern gyors vadászgép jó emelkedési sebességgel kellett rendelkezzen és fő fegyverzetéül egy 20 mm-es gépágyút szántak. Az akkori legerősebb francia motor a Hispano–Suiza 12Y volt, mely kisebb teljesítményű volt a Rolls–Royce Merlin és a Daimler–Benz DB 601 korszerű motorokhoz képest, viszont könnyebb is volt azoknál. Más vadászrepülőgép tervek is megfeleltek a kiírásnak, de egyik sem állt hadrendbe, vagy csak olyan kis számban, hogy nem játszottak számottevő szerepet a háborúban.

## Fejlesztés
A Légügyi Minisztérium 1936. június 15-én adta ki a követelményjegyzéket, és a D.520 tervezése 1936. szeptemberben kezdődött meg az Émile Dewoitine vezette magánvállalkozású tervezőirodában. A követelmények az alábbiak voltak: legnagyobb sebesség 500 km/h, 8000 m-re emelkedés 15 perc alatt, és a fel- és leszálláshoz szükséges távolság nem lehetett több 400 m-nél. A fegyverzet két 7,5 mm-es géppuska és egy vagy két 20 mm Hispano–Suiza HS.9 gépágyú. Dewoitine nem volt elégedett legutolsó konstrukciójának a Dewoitine D.513 vadászgépnek a teljesítményével, mellyel szemben a Légierő az MS.406-ot választotta, és elhatározta, hogy a kiírásra a legújabb elvek szerint tervezett és a rendelkezésre álló legerősebb motorral, a 890 LE teljesítményű Hispano–Suiza 12Y–21 folyadékhűtéses hajtóművel ellátott tervet nyújt be. Az első pályázatot elutasította a Légügyi minisztérium, mely miután megismerkedett az angol Hawker Hurricane és Supermarine Spitfire teljesítményével, megváltoztatta a követelményeket: a legnagyobb sebességet felemelte 500 km/h fölé. Dewoitine az új tervnek a "D.520" jelet adta.
Ugyanerre a tenderre adták be a Morane–Saulnier MS.450 és a Caudron–Renault C.770 repülőgépek terveit is, de egyik sem hagyta el a rajzasztalt. Két másik konkurens francia típus, a Bloch MB.150 és az Arsenal VG.33 ugyan elkészült és kis mennyiségben hadrendbe is állította a Légierő, de érdemleges szerepet már nem játszott a háborúban.
1937 márciusában a cég beolvadt az egyik gyártó vállalatba, az SNCAMba. Emiatt és a Légiflottában bekövetkezett további gyártási változtatások miatt a D.520 tervezői munkái szüneteltek 1937 legnagyobb részén, és 1938 elejéig csak egy néhány rajzoló dolgozott a prototípus részletrajzain. A D.520-01 jelű prototípus, melyet egy Hispano 12Y–21 motor hajtott ideiglenesen egy kéttollú merev falégcsavarral először 1938. október 2-án szállt fel, de csak 480 km/h sebességet ért el és a veszélyesen nagy motorhőmérséklet miatt le kellett állítani a próbákat. Megállapították, hogy a problémák főképpen a szárny alatti hűtőnek a tervezettnél nagyobb légellenállása miatt léptek fel, ezért ezeket lecserélték egyetlen, a törzs alatt elhelyezett áramvonalas burkolattal ellátott hőcserélőre. Egy kisebb leszálláskor keletkezett baleset után további változásokat léptettek életbe: a motor lecserélték egy újabb 12Y–29 típusra, a kipufogóvezetékbe üzemanyag befecskendezést alakítottak ki a nagyobb tolóerő érdekében és változtatható állásszögű háromtollas légcsavart építettek be. Ezek a változtatások elegendőnek bizonyultak a tervezési sebesség, 530 km/h eléréséhez. Zuhanásban a legnagyobb sebesség 825 km/h volt.
A prototípust 1939-ben két másik példány legyártása követte, a D.520-02 és 03, melyeket először 1939. január 9-én illetve május 5-én repülték. Ezeken új áramvonalasabb pilótaülés tetőket, nagyobb farokfelületet és hosszabb Olaer futómű-szárakat alkalmaztak, valamint elhagyták a Handley–Page résszárnyakat, melyekkel az első prototípus szárnyvégeit felszerelték. Ezeknek a prototípusoknak a fegyverzete egy 20 mm-es Hispano–Suiza HS.9 gépágyú volt, mely a motor tengelyén keresztül tüzelt és két MAC 1934 7.5 mm géppuska a szárnyba építve. A harmadik prototípus kis farokkereket kapott a korábbi csúszótalp helyett. A második prototípus, melyet egy 12Y–31 motor hajtott, 550 km/h sebességet ért el és 8000 m-re 12 perc 53 másodperc alatt ért fel. A repülési próbák sikeresen zajlottak le, ennek eredményeképp 1939 márciusában aláírták a szerződést további 200, az újabb 12Y–31 típusú motorral szerelt repülőgép leszállításáról (később a motorokat 12Y–45 típusra cserélték). További 600 gép gyártásáról júniusban kötöttek szerződést, de ezt 1939 júliusában 510 darabra csökkentették.
A háború kitörésekor új szerződést kötöttek 1280 gép legyártására, havi 200 repülőgép kapacitással 1940 májusától. Ezután a haditengerészeti légierő további 120 gépet rendelt. A légiflotta 1940 áprilisában az összes rendelt mennyiséget 2250 példányra emelte, havi 350 darab ütemezéssel.
Az első sorozatban gyártott D.520 1939 októberben hagyta el a gyártó sort. A sorozatgyártású gépeken a törzs hátsó részét 51 cm-el meghosszabbították, a motorburkolatot áttervezték, a domború, egy darabból készült szélvédőt optikailag sík darabra cserélték és páncéllemezt építettek be a pilótaülés mögé. A legtöbb sorozatban gyártott példányt az új, Szydlowski–Planiol feltöltő kompresszorral szerelt 935 LE-s Hispano–Suiza 12Y–45 motor hajtotta, a későbbieket viszont a 860 LE-s 12Y–49 típus.
Az első sorozatgyártású gépek nem feleltek meg az átvételi próbákon mivel nem érték el a kívánt sebességet és hűtési problémáik voltak. Ezeket a hiányokat a kompressor beömlőnyílás áttervezésével, a hűtőkör átalakításával és a kipufogó rendszer javításával kiküszöbölték, de ezek a problémák hátráltatták az átadást, a harci alkalmasságot csak 1940 áprilisában kapták meg az első példányok.

## Alkalmazók
Bulgária
- Bolgár Légierő

 Franciaország
- Francia Légierő
- Francia Haditengerészeti Légierő

 Szabad Franciaország
- Szabad Francia Légierő

Németország
- Luftwaffe (Wehrmacht)

Olaszország
- Regia Aeronautica

 Románia
- Román Légierő

## Műszaki adatok (Dewoitine D.520C.1)[12]

### Méretek
- Hossz: 8,6 m
- Fesztáv: 10,2 m
- Magasság: 2,57 m
- Szárnyfelület: 15,87 m²

### Tömeg
- Üres tömeg: 2123 kg
- Teljes tömeg: 2677 kg
- Legnagyobb felszálló tömeg: 2785 kg
- Szárny felületi terhelése: 167 kg/m²

### Hajtómű
- Típus: Hispano-Suiza 12Y-45 vízhűtéses 12 hengeres V elrendezésű motor
- Teljesítmény: 690 kW (930 LE)
- Teljesítmény/tömeg: 257 W/kg

### Teljesítményadatok
- Legnagyobb sebesség: 560 km/h
- Hatótáv: 1250 km
- Csúcsmagasság: 10 000 m
- Emelkedési sebesség: 14,3 m/s

### Fegyverzet
- 1 × 20 mm Hispano-Suiza HS.404 gépágyú (60-lőszeres dobbal)
- 4 × 7,5 mm  MAC 1934 géppuska (675 tölténnyel)

## Külső hivatkozások
- Preserved D.520s
- Front, side and top views

## Fordítás
- Ez a szócikk részben vagy egészben  a   Dewoitine D.520 című angol Wikipédia-szócikk ezen változatának fordításán alapul.  Az eredeti cikk szerkesztőit annak laptörténete sorolja fel. Ez a jelzés csupán a megfogalmazás eredetét és a szerzői jogokat jelzi, nem szolgál a cikkben szereplő információk forrásmegjelöléseként.